# FC Eendracht Houthalen
FC Eendracht Houthalen is een Belgische voetbalclub uit Houthalen. De club is aangesloten bij de KBVB met stamnummer 9085 en heeft Donkerblauw - Wit als kleuren. 

## De club
De club werd opgericht in 1972 in de sociale wijk Meulenberg.

Na het seizoen 2015/16 werd de club door de voetbalbond 1 jaar uit de competitie gezet wegens de vele incidenten van agressie van de spelers t.o.v. de scheidsrechter of de tegenstander.
De club promoveerde in seizoen 2024/25 naar Derde Provinciale Limburg.

Naast FC Eendracht Houthalen, zijn in Houthalen nog de volgende ploegen actief : Houthalen VV (stamnummer 2402) en Park FC Houthalen (stamnummer 6962).